# LNER-Klasse A2 (Raven)
Die Klasse A2 war eine Baureihe von Dampflokomotiven der britischen London and North Eastern Railway (LNER), die aus fünf in den Jahren 1922 bis 1924 gebauten Pacific-Lokomotiven bestand. Diese Lokomotiven verfügten über ein Dreizylinder-Triebwerk und waren für den Einsatz im hochwertigen Schnellzugverkehr bestimmt. Der Entwurf der Klasse A2 stammte von Sir Vincent Raven, dem Chief Mechanical Engineer (CME) der North Eastern Railway (NER).  
Die ersten beiden Lokomotiven wurden noch von der NER bestellt und 1922 geliefert; die Inbetriebnahme erfolgte jedoch erst 1923, nachdem die NER in die LNER eingegliedert worden war. Da die Lokomotiven im Vergleich zu den von der Great Northern Railway (GNR) entwickelten Pacific-Lokomotiven der Klasse A1 etwas weniger leistungsfähig waren, wurde ihre Beschaffung nicht fortgesetzt. Alle Lokomotiven wurden noch vor dem Zweiten Weltkrieg ausgemustert und verschrottet. 

## Geschichte

### Vorgeschichte
Eine wichtige Strecke des NER-Netzes war der Abschnitt der East Coast Main Line (ECML) zwischen Doncaster und Berwick-upon-Tweed. Die schweren Expresszüge zwischen London und Schottland forderten immer leistungsfähigere Lokomotiven. Raven, der seit 1910 Chefingenieur der NER war, hatte hierfür ab 1911 die Atlantics der NER-Klasse Z beschafft. Diese ab 1923 bei der LNER als Klasse C7 eingeordneten Lokomotiven waren zunächst sehr erfolgreich, waren aber ab Ende der 1910er Jahre mit den immer weiter steigenden Zuggewichten allmählich überfordert. Raven, der 1919 von einem kriegsbedingten Einsatz bei der Admiralität zur NER zurückgekehrt war, leitete daher aus den Atlantics der Klasse Z die erste Pacific der NER ab. Da aufgrund des Railways Act das Ende der Selbständigkeit der NER absehbar war, trat er mit dem Entwurf auch bewusst in Konkurrenz zu Nigel Gresley, der in etwa zeitgleich mit der Entwicklung und dem Bau der A1 begonnen hatte. Aufgrund seines Alters hatte der 1859 geborene Raven keine Chance auf die Übernahme des Chefingenieurpostens bei der LNER, sah sich aber dennoch veranlasst, mit dem Entwurf der A2 in Konkurrenz zur GNR und zu Nigel Gresley zu treten, um die Position der bisherigen NER-Praktiken in der neuen Gesellschaft zu sichern. Kurz nachdem die erste A1 bei der GNR fertig gestellt war, machte die NER Ravens Pläne für eine Pacific ebenfalls publik. 

### Bau
Die ersten beiden Lokomotiven wurden im Dezember 1922 in den unternehmenseigenen Werkstätten in Darlington fertiggestellt und waren die größten je für die NER gebauten Maschinen, aber lediglich die erste Maschine, die 2400 City of Newcastle, wurde in diesem Jahr noch für erste Probefahrten eingesetzt. In den Plandienst kamen beide Lokomotiven erst 1923 bei der LNER. Die ersten Tests verliefen erfolgreich und bereits im Februar 1923 wurden drei weitere Lokomotiven geordert, möglicherweise ohne die Kenntnis von Gresley, der zu dieser Zeit Chefingenieur der LNER wurde. Er ließ aber noch das Nachlaufgestell auf die bei den A1 verwendete Bauform abändern. 

### Vergleichsfahrten
Im Sommer 1923 führte die LNER Vergleichsfahrten zwischen den A1 und A2 durch. In ihrer Leistungsfähigkeit waren beide Klassen ähnlich und in der Lage den Anforderungen auf der ECML vor schweren Expresszügen gerecht zu werden. Der Kessel der A2 war zwar besser in der Lage, den Druck zu halten, jedoch wies die A1 beim Kohlen- und Wasserbrauch Vorteile auf und wurde insgesamt als die technisch fortschrittlichere Lokomotive beurteilt. Zudem stand der längere Radstand der A2 einem unbeschränkten netzweiten Einsatz bei der LNER entgegen. Im Oktober 1923 wurden daher weitere 40 A1-Lokomotiven bestellt und die Beschaffung der A2 wurde nicht fortgesetzt. Die drei bereits bestellten Lokomotiven wurden im März 1924 ausgeliefert. Wie die beiden ersten Lokomotiven erhielten sie Namen von Städten im Netz der NER.

### Betrieb
Die fünf A2 wurden im Depot in Gateshead beheimatet und bespannten von dort vorwiegend Expresszüge auf der ECML zwischen Grantham und Edinburgh sowie nach Leeds. 1929 erhielt die Lokomotive 2404 City of Ripon einen A1-Kessel, jedoch zeigten sich mit diesem Wechsel keine nennenswerten Vorteile, so dass die übrigen vier Maschinen ihre Originalkessel behielten. 1934 wurden die A2 nach York umstationiert, in den Folgejahren zogen sie nachrangige Expresszüge auf der ECML, kamen aber auch für Güter- und Postzügen zum Einsatz.
Mitte der 1930er Jahre waren die Kessel der Maschinen verschlissen, zudem war ihr Einsatz aufgrund des langen Radstandes beschränkt. Die LNER musterte die Maschinen daher 1936 und 1937 aus. Der Kessel der Lokomotive 2400 wurde noch bis 1939 als stationärer Dampferzeuger in Darlington verwendet, dann aber wie bereits die anderen vier Maschinen ebenfalls verschrottet.

## Technik
Raven leitete die A2 weitgehend von seinen erfolgreichen Atlantics der Klasse Z ab, indem er viele Bauteile übernahm und sie teilweise etwas vergrößerte. Der Langkessel wurde etwas vergrößert und erhielt mit 1,83 m (6 ft) den gleichen Durchmesser wie der Kessel der GNR-Klasse H4, der den bis dahin größten im Lokomotivbau der britischen Eisenbahnen verwendeten Kesseldurchmesser besaß. Ebenso wurde er deutlich verlängert, wobei als Ausgleich der Durchmesser der Heizrohre etwas vergrößert wurde. Die Feuerbüchse wurde etwas breiter ausgeführt, dafür der Rost in der Länge etwas reduziert.
Weitgehend unverändert von der Klasse Z übernommen wurde der Dreizylinderantrieb auf den ersten Kuppelradsatz, auch die auf jeden Zylinder unabhängig wirkenden Stephenson-Steuerungen, lediglich der Zylinderdurchmesser wurde etwas vergrößert. Der begrenzte Platz zwischen den Rahmenwangen und unter dem vergrößerten Kessel ließ jedoch keine weiteren Anpassungen an der Steuerung zu, auch Dampfkanäle und Schieber blieben unverändert, was im Vergleich mit der Klasse Z zu einem gewissen Missverhältnis zwischen dem leistungsfähigeren Kessel und dem fast unveränderten Triebwerk führte. Die A2 wird daher allgemein als wenig geglückte Bauart gesehen, was auch zur vergleichsweise frühen Ausmusterung aller Lokomotiven beitrug – mit der Maschine 2402 City of York wurde die erste von allen durch die LNER seit ihrer Gründung 1923 beschafften Lokomotiven ausgemustert und verschrottet.
Ursprünglich erhielten die A2 dreiachsige Tender nach NER-Standard. 1933 erhielten alle fünf Lokomotiven neue, vierachsige Tender mit etwas größeren Vorräten, die bislang verwendeten NER-Tender kamen hinter neuen Güterzuglokomotiven der LNER-Klasse J39 zum Einsatz.